# Minia de Brión
Santa Minia de Brión es una mártir venerada en el santuario homónimo de Pedrouzos, en Brión, La Coruña (Galicia, España).

## Historia

### Nombre
El nombre es de origen latino y posiblemente constituye el femenino de Minio o Minius, de procedencia incierta, tal vez etrusca. Minius es a su vez el vocablo que da nombre al Miño y que se puede relacionar con el minium, óxido de hierro de varios minerales de color rojizo, como el cinabrio y el minio. Sin embargo, la fama del nombre es consecuencia de la popularidad del santuario de Brión.

### Biografía
Los datos biográficos acerca de Santa Minia son inexistentes, lo que en su momento llevó a la creación de una hagiografía la cual carece de cualquier dato histórico en el que basarse. Según este relato ficticio, la santa, perteneciente a una familia romana de elevada posición social, era hija de Caurio y Feliciana, teniendo lugar su nacimiento en torno a 347. Firme defensora del cristianismo, murió degollada en 362, en tiempos de Juliano el Apóstata y bajo la persecución del prefecto Fausto, siendo sepultada en las catacumbas de Santa Inés. Es preciso destacar que la fecha de la muerte resulta del todo arbitraria puesto que esta información no consta en la lápida, mientras que para 362 ya no había ninguna persecución vigente contra los cristianos, al menos a nivel oficial, debiendo precisarse además que su martirio se sitúa casi con toda seguridad a comienzos del siglo iv, en tiempos del emperador Diocleciano.
Por su parte, Emilia Pardo Bazán, en su novela Un destripador de antaño (1890), cuenta la historia de la ficticia Santa Minia de Tornelos, quien guarda grandes similitudes con Santa Mina de Brión puesto que la escritora se basó en ella para la creación del personaje, aunque con el fin de evitar problemas con los fieles de Brión, Pardo Bazán optó por cambiar nombres y lugares así como algunos detalles del relato:: 80 

No era fácil averiguar con rigurosa exactitud histórica, ni apoyándose en documentos fehacientes e incontrovertibles, a quién habría pertenecido el huesecillo del cráneo humano incrustado en la cabeza de cera de la Santa. Solo un papel amarillento, escrito con letra menuda y firme y pegado en el fondo de la urna, afirmaba ser aquellas las reliquias de la bienaventurada Herminia, noble virgen que padeció martirio bajo Diocleciano. Inútil parece buscar en las actas de los mártires el nombre y género de muerte de la bienaventurada Herminia. Los aldeanos tampoco la preguntaban, ni ganas de meterse en tales honduras. Para ellos, la Santa no era una figura de cera sino el mismo cuerpo incorrupto; del nombre germánico de la mártir hicieron el gracioso y familiar de Minia, y a fin de apropiárselo mejor, le añadieron el de la parroquia, llamándola Santa Minia de Tornelos. Poco les importaba a los devotos montañeses el cómo ni el cuándo de su Santa: veneraban en ella la inocencia y el martirio, el heroísmo de la debilidad; cosa sublime.: 4 

### Reliquias
El cuerpo de la mártir, hallado en las catacumbas de Santa Inés en 1781, fue extraído por disposición de Pío VII el 17 de abril de 1783, tras lo cual pasó a manos de Giuseppe Bartolomeo Menocchio, sacerdote de la Orden de San Agustín encargado de la extracción de los restos, quien los entregó como obsequio, junto con la lápida de mármol que cerraba el lóculo, al reverendísimo Juan Francisco Arieta el 8 de junio de 1804, si bien Arieta solo estuvo en posesión de las reliquias un mes ya que las regaló a Tomás de Anduaga, un acaudalado mercader oriundo de Cádiz. Reducido el cadáver a un esqueleto, Anduaga tomó la acertada determinación de guardar los restos óseos en el interior de una estatua de cera con el fin de embellecer la reliquia, si bien tomaría a su vez una decisión desafortunada al alterar la lápida mediante el grabado de la siguiente inscripción: «El cuerpo de esta Santa entró en mi casa el día 10 del mes de agosto del año del Señor de 1804 y se colocó en el oratorio en dicho día».

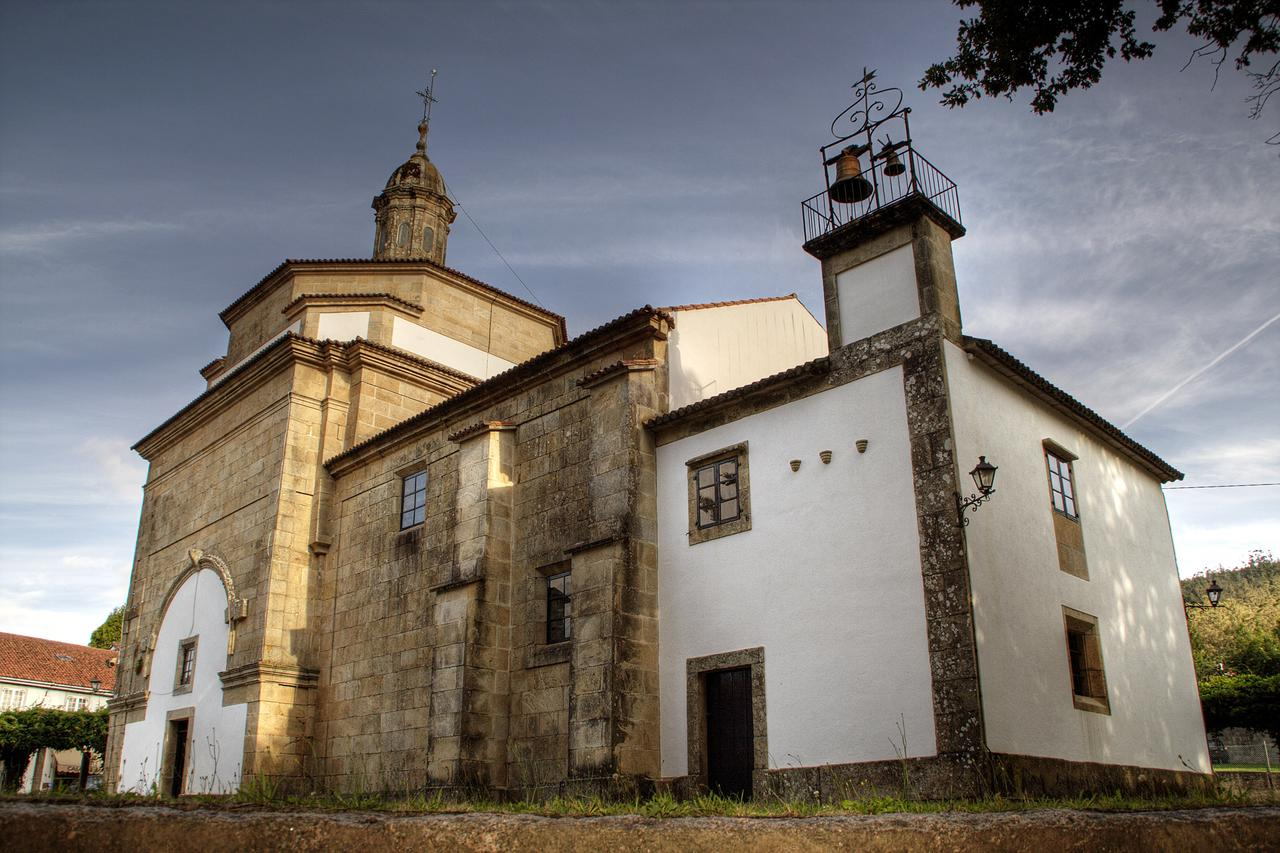
Santuario de Santa Minia.

La estatua de cera, junto con la lápida y una pequeña vasija en cuyo interior se conserva sangre de la mártir, fue exhibida en la capilla privada de Anduaga y venerada durante más de cuatro décadas por los miembros de su familia. Tras el deceso del mercader y el subsecuente cierre del oratorio, las tres reliquias quedaron en poder de Luis Finoquio, representante de la familia y administrador principal de una de las loterías de Cádiz, quien casi de inmediato procedió a entregárselas a Luis Tobío, cumpliendo Finoquio de esta forma con el deseo de Anduaga. Tobío, quien había trabajado para el finado, obtuvo las reliquias el 27 de octubre de 1847, momento en que decidió volver a Brión, su tierra natal, llevándose el cuerpo de la santa con el fin de erigir un santuario en la aldea que lo acogiese para su veneración.
Informado acerca de la manera de transportar los restos a Galicia, Tobío emprendió un viaje por mar rumbo al puerto de Vigo y prosiguió la ruta por las provincias de Pontevedra y La Coruña llevando los restos en un carro. Tras llegar a Brión el 1 de agosto de 1848, Tobío escribió tres días después una carta a Rafael de Vélez, arzobispo de Santiago de Compostela, pidiendo autorización para el culto a Santa Minia en la iglesia parroquial, dedicada a San Félix, hecho que fue autorizado mediante el reconocimiento oficial del culto a la mártir el 17 de noviembre de ese año. La devoción que los feligreses profesaban a la santa tuvo tanto éxito, tal y como prueban los numerosos exvotos conservados, que Tobío decidió emprender el levantamiento de un santuario dedicado exclusivamente a acoger las reliquias, para lo cual solicitó permiso al arzobispado además de recaudar dinero por diversas aldeas de la comarca y realizar todas las gestiones pertinentes para certificar la autenticidad de los restos así como para probar el martirio de la santa, hechos que serían en consecuencia documentados, autorizando Vélez desde su residencia veraniega en Lestrove la construcción del templo el 23 de junio de 1849, si bien no sería hasta el 17 de enero de 1851, tras varios contratiempos, cuando el arzobispado comunicaría al arcipreste el permiso para dar comienzo a las obras. La ubicación del santuario en Pedrouzos, lugar considerado más conveniente para el emplazamiento de la mártir, contó con la oposición de algunos feligreses, quienes temían que la iglesia parroquial perdiese la fama y el apoyo del clero adquiridos con las reliquias, pese a lo cual las mismas serían finalmente trasladadas a su nueva sede el 26 de septiembre de 1868, en pleno estallido de la revolución conocida como «La Gloriosa».
Al igual que la biografía de la santa, Pardon Bazán sintetiza todos estos acontecimientos en su relato ficticio:

La célebre patrona, objeto de fervorosa devoción para los aldeanos de aquellos contornos, era un cuerpo santo, traído de Roma por cierto industrioso gallego, especie de Gil Blas, que, habiendo llegado por azares de la fortuna a servidor de un Cardenal romano, no pidió otra recompensa, al terminar por muerte de su amo diez años de buenos y leales servicios, que la urna y efigie que adornaban el oratorio del Cardenal. Diéronselas, y las trajo a su aldea, no sin aparato. Con sus ahorrillos y alguna ayuda del Arzobispo, elevó modesta capilla, que a los pocos años de su muerte las limosnas de los fieles, la súbita devoción despertada en muchas leguas a la redonda, transformaron en rico santuario, con su gran iglesia barroca y su buena vivienda para el santero, cargo que desde luego asumió el párroco, viniendo así a convertirse aquella olvidada parroquia de montaña en pingüe canonjía.: 4 

### Santuario
El santuario, de planta rectangular y construido con piedras y sillares procedentes de las Torres de Altamira, fue erigido de acuerdo con los planos presentados por Manuel de Prado y Vallo. Tanto la nave como la sacristía fueron levantadas entre 1851 y 1857 por el maestro cantero Manuel Novás, iniciándose en el mes de julio de 1857 la construcción del crucero y la cúpula barrocas, obra que no fue del agrado de Prado. Las labores continuaron en los años siguientes, si bien hoy día el santuario permanece inconcluso, faltando las capillas laterales del crucero, la nave, la fachada y el campanario. Tobío acabaría obteniendo el patronato de Santa Minia, lo que suponía la percepción de la décima parte de los ingresos del templo, ejerciendo este derecho sus descendientes hasta 1977, si bien estos tenían la obligación de asistir al sacristán durante las ceremonias.

## Descripción

### Reliquias

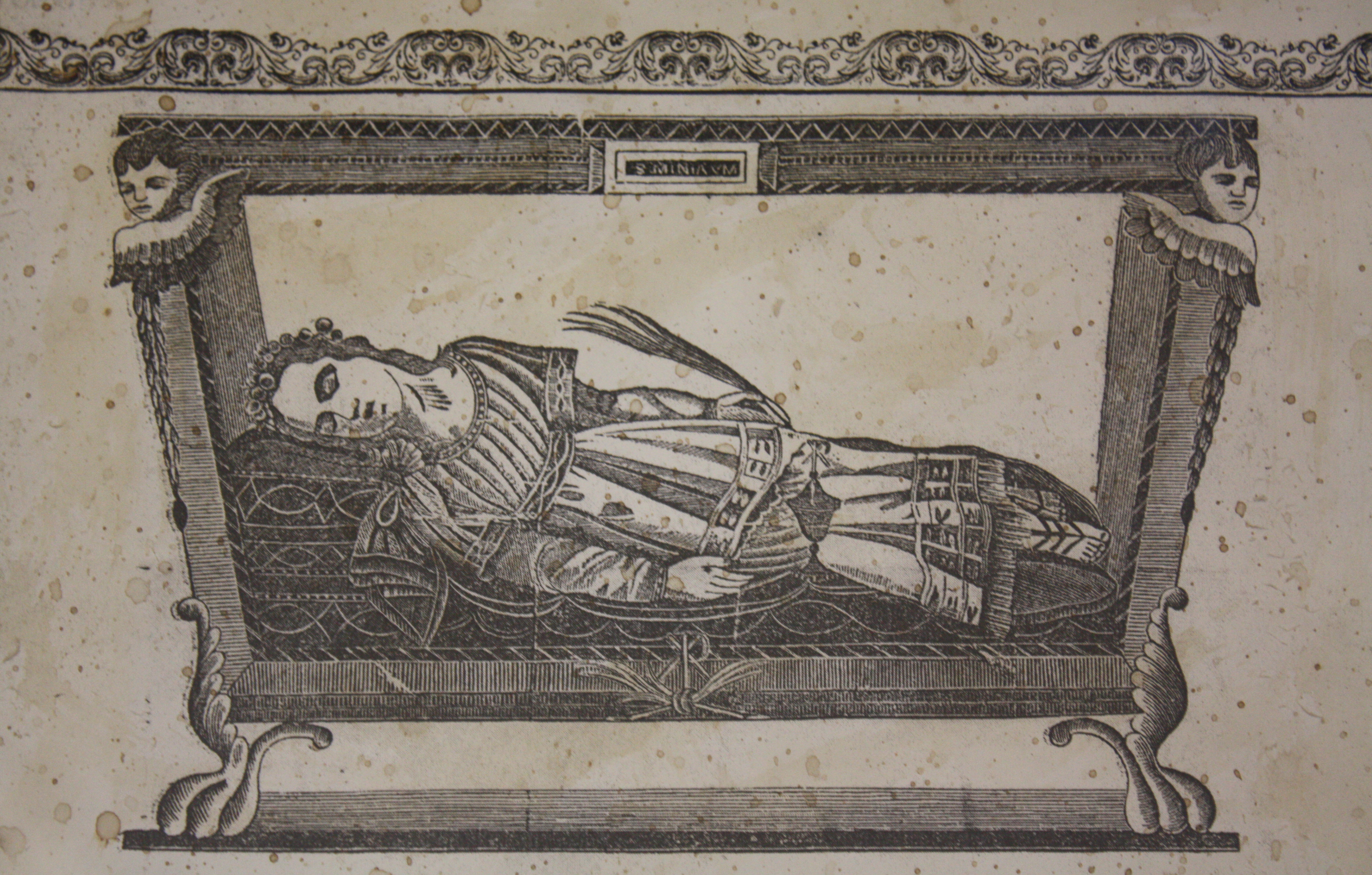
Grabado de las reliquias de Santa Minia (anónimo, c. 1875). Museo del Pueblo Gallego.

El esqueleto de la santa, con los huesos envueltos en algodón en rama y todo ello forrado y cosido en tela de lino, se encuentra guardado en el interior de una figura de cera la cual representa a una adolescente puesto que, según la tradición, Minia murió aproximadamente a los quince años de edad. La imagen, recostada en un colchón bordado con motivos florales y girada a la derecha, con la cabeza apoyada sobre dos cojines, luce una peluca de pelo natural en color castaño oscuro y viste túnica de raso de noble doncella romana en blanco con detalles en oro y plata, sandalias y capa carmesí con flecos y borlas, adornando su cabeza una corona de flores blancas y su pecho un colgante con la cruz de Malta. A los pies se conserva la vasija con la sangre de la mártir, quien en la mano izquierda porta una palma como símbolo del martirio, hallándose la derecha posada sobre el colchón. El rostro de la figura exhibe un rictus de dolor, con los ojos cerrados y la boca abierta en un gesto agónico, destacando a su vez una herida sangrante en el cuello, símbolo tangible del martirio. En lo tocante a la lápida, además de la inscripción grabada por Tobío se conserva todavía la leyenda original, un epitafio simple en el que tan solo se informa del nombre de la mártir, sin hacerse mención alguna ni a su edad ni a la fecha o causa de su muerte:

XP
MINIA IN SOMNO
PACIS
XP
MINIA EN EL SUEÑO
DE LA PAZ

Destaca por su parte la detallada descripción que Pardo Bazán realiza sobre la imagen de cera en su obra:

Representaba la cérea figura a una jovencita como de quince años, de perfectas facciones pálidas. Al través de sus párpados cerrados por la muerte, pero ligeramente revulsos por la contracción de la agonía, veíanse brillar los ojos de cristal con misterioso brillo. La boca, también entreabierta, tenía los labios lívidos, y trasparecía el esmalte de la dentadura. La cabeza, inclinada sobre el almohadón de seda carmesí que cubría un encaje de oro ya deslucido, ostentaba encima del pelo rubio una corona de rosas de plata; y la postura permitía ver perfectamente la herida de la garganta, estudiada con clínica exactitud; las cortadas arterias, la laringe, la sangre, de la cual algunas gotas negreaban sobre el cuello. Vestía la Santa dalmática de brocado verde sobre túnica de tafetán color de caramelo, atavío más teatral que romano, en el cual entraban como elemento ornamental bastantes lentejuelas e hilillo de oro. Sus manos, finísimamente modeladas y exangües, se cruzaban sobre la palma de su triunfo. Al través de los vidrios de la urna, al reflejo de los cirios, la polvorienta imagen y sus ropas, ajadas por el transcurso del tiempo, adquirían vida sobrenatural. Diríase que la herida iba a derramar sangre fresca.: 4 

Es probable que la estatua de cera fuese elaborada en Roma, lugar donde existían talleres especializados en este tipo de imágenes. Todos los corposantos eran originalmente propiedad del Vaticano, siendo costumbre que los pontífices los vendiesen a personas acaudaladas o los regalasen con el fin de saldar alguna deuda; el nuevo propietario de la reliquia, consistente en un esqueleto entero o parcial, solía acudir a uno de los talleres de arte sacro de la ciudad con el fin de embellecer el cadáver mediante su introducción en una escultura yacente puesto que la visión descarnada de los huesos podía resultar desagradable además de no invitar a la devoción. La práctica de ocultar los huesos en estatuas y de mejorar el aspecto de los cadáveres con coberturas céreas ha llevado a creer equivocadamente que estos cuerpos se hallan incorruptos o momificados, destacando en este aspecto ciertos corposantos así como varios cadáveres de santos y beatos conocidos, tanto los que están cubiertos de cera como los preservados con otros materiales: Santa Faustina en Guanajuato (México), San Florencio en Orizaba (México), Santa Inocencia en Guadalajara (México), San Aprio en Roma (Italia), San Silvano en Dubrovnik (Croacia), San Pascual Baylón en Villarreal (España), Santa María Goretti en Nettuno (Italia) y, más recientemente, el beato Carlo Acutis en Asís (Italia).

### Urna
El cuerpo de la santa se halla en el interior de una urna realizada por el escultor santiagués López Pedre en 1906. Esta urna hace gala de varios estilos artísticos, aunque entre ellos sobresale el rococó por la profusión del dorado y la elegancia poco recargada, predominando motivos florales y destacando dos cabezas en la zona superior y un rostro infantil en relieve presidiendo la sección inferior, uno de los pocos motivos ornamentales policromados. Sobre la urna se erige una cruz en cuyo frente se alza una figura angelical engalanada con túnica azul con cenefa y cíngulo dorados; coronado el ángel con una aureola de orfebrería, en la mano derecha porta una palma, símbolo del martirio al igual que la que sujeta la imagen de la santa, y en la mano izquierda un ramo de azucenas, símbolo de la virginidad e iconografía propia de la Virgen María, a menudo empleada en representaciones de la Anunciación. En lo tocante a la urna original, de estilo clásico y decoración austera, esta todavía existe y se conserva como una reliquia más en las dependencias del templo.

### Retablo
La urna se exhibe en el retablo mayor del santuario. De estilo puramente neoclásico, se compone de basamento, predela, un cuerpo de una sola calle y ático. El basamento, parcialmente policromado en azul celeste, posee una traza sencilla y queda oculto por el altar mayor, si bien a ambos lados pueden apreciarse unos prominentes netos que sirven de apoyo a los dos pilares del cuerpo, hallándose en el neto izquierdo la siguiente inscripción:

SE PINTÓ
A DEVOCIÓN
DE DN JESUS GARCIA.
BLANCO.
AÑO DE 1916

Por su parte, los pilares son abombados y poseen fuste liso, apoyándose sobre basas y coronándose con capiteles corintios. El cuerpo, unido a los pilares por paneles arqueados creando una forma semejante a un nicho, consiste en un gran arco de medio punto bajo el que se cobija la urna con los restos de la mártir, apoyada esta a su vez en una sencilla predela. En lo que respecta al ático, este es el área que mayor ornamentación presenta y se traduce en un frontón clásico partido y escalonado en cuyo centro se erige una representación polícroma de bulto redondo de la Santísima Trinidad, la cual se halla flanqueada en los extremos por las tallas, también de bulto redondo, de dos querubines. Destaca en el trasaltar un estrecho pasillo que conduce a una estancia elevada al estilo de las confessio presentes en las antiguas iglesias de peregrinación y que en este caso sirve para poder situarse detrás de la urna.

## Legado

### Festividad
La festividad de Santa Minia, declarada patrona de Brión, tiene lugar durante tres días, con un novenario iniciado el 17 de septiembre y la jornada del 27 como el día oficial de la fiesta. Cuenta con una popular romería iniciada en el siglo xix en la que es costumbre que los fieles, que suelen ser en torno a 45 000, porten velas por lo general con forma de cuerpo entero o de pierna las cuales depositan posteriormente en el santuario a modo de ofrenda, peregrinando algunos de rodillas y dejándose a su vez limosnas. Del mismo modo, es tradición besar la parte trasera de la urna que contiene las reliquias o frotar sobre ella una estampa con la imagen de la mártir, en cuya fiesta suele haber cerca del santuario degustación de gastronomía típica de Galicia, como rosquillas, pulpo y churrasco, además de amenizarse la jornada con orquesta y atracciones, destacando el torneo de fútbol conocido como Trofeo Santa Minia, el cual se celebra pocas semanas antes de la romería. El entorno en el que se enclava el santuario reúne así mismo todos los elementos propios de los lugares de peregrinación: una posición elevada que permite divisar la zona, una fuente para que el devoto pueda purificarse, y un robledal que simboliza la religiosidad ancestral, fuertemente vinculada a la tierra.

### Exvotos
Santa Minia, la mártir de las catacumbas que mayor número de fieles posee en Galicia junto con San Campio,: 515  cuenta con varios exvotos, algunos de ellos con forma de barco, siendo estos tres los más destacados:
| Benefactor                        | Año          | Mensaje | Imagen |
| --------------------------------- | ------------ | --- | ------ |
| Anacleto Piñeiro y Antonia Casal. | Desconocido. | Oferta de Anacleto Piñei ro y Antonia Casal su Mujer. |        |
| Gabriel Graña.                    | c. 1873.     | Allandose Gabriel Graña, Enfermo de Una Rotura y nó tener halivio ynplo_ ró á esta Santa Eminia Milagrosa y Cobró Saluz en el año de 1873.                                         |        |
| Tomás Nuevo.                      | c. 1851.     | Hallandose D.N Tomás Nuevo, gravemente enfer mo, se ofrecio con sus limosnas, y poner este cuadro dando gracias a la Gloriosa Santa MINIA por la salud que recobró el año de 1851. |        |

### Poema
La devoción a Santa Minia ha llevado a su vez a la composición de unos versos por parte de Luis Tobío Campos, descendiente de Luis Tobío:

Na parroquia de Brión,
que está no val de Mahía,
hai unha santa famosa
que lle chaman Santa Minia.
Na véspera xa se celebra
con moita gran troula e risa:
a música de Padrón
toca que dá gloria oíla,
e debaixo dos carballos
uns ós outros se convidan,
porque hai máis de vinte carros
todos cargados de pipas,
de vino novo e de vello
que é un viño que estampida,
de Ribeiro e de San Lens
sin cochinadas de química.
Bergantiñas alí cantan,
os de Melide rebrincan,
e bailan os das Mariñas.
Pasa o tempo sin sentirse
e hai que cenar axiña:
quen cabirto, quen pescadas,
quen empanadas de enguilas,
quen lacóns, bácaros, polos
ou un prato de sardiñas.
Ás dez escomeza o fogo,
que cousas tan divertidas,
foguetes de tres estalos
e bombas de dinamita,
lamparillas ensaladas
e un globo coa barquiña,
rodas, arbres, monifates,
que fan causas non mui limpas,
e despois de todo aquelo
o altar da santa misma,
feito de cen mil colores
¡que cousas de marabilla!
Xa chegou o día da santa
e arredor da ermida
mil almas choran e rezan
dando voltas de rodillas,
as tendeiras poñen mesas
coas roscas que veñen da vila,
cos vasos pró resolio
e coas copas prá perrita;
outros con escapularios,
con medallas e con figas.
Uns berran: ¡café caliente!
outros ¿quen compra sandías?
¡La suerte del pajarito!
Un Babel parece aquello
e non hai quen o resista.
E ó acabare a misa
botan foguetes a eito
que estalan alá na cima,
e todos van a comer
cuns amigos ou familia
debaixo dos castiñeiros,
ó pé da santa bendita.
Xa son as tres e comeza
a vir pró campo a xentiña,
xa empeza o baile ¡ai meu Dios!
e que chea de alegría;
jotas, danzas, muiñeiras,
bailan alí as señoritas
de Santiago e do Cotón
e dos Ánxeles bañistas.
En la parroquia de Brión,
que está en el valle de Mahía,
hay una santa famosa
a la que llaman Santa Minia.
En la víspera ya se celebra
con mucho jolgorio y risa:
la música de Padrón
toca que da gloria oírla, 
y debajo de los robles
unos a los otros se invitan,
porque hay más de veinte carros
todos cargados de pipas,
de vino nuevo y de viejo
que es un vino que estampida,
de Ribeiro y de San Lens
sin cochinadas de química.
Bergantiñas allí cantan,
los de Melide saltan,
y bailan los de las Mariñas.
Pasa el tiempo sin sentirse
y hay que cenar pronto:
quien cabrito, quien pescado,
quien empanadas de anguilas,
quien lacones, bácaros, pollos
o un plato de sardinas.
A las diez comienza el fuego,
qué cosas tan divertidas,
fuegos de tres estallidos
y bombas de dinamita,
lamparillas ensaladas
y un globo con la barquita,
corros, árboles, monifatos,
que hacen causas no muy limpias,
y después de todo aquello
el altar de la santa misma,
hecho de cien mil colores
¡qué cosas de maravilla!
Ya llegó el día de la santa
y alrededor de la ermita
mil almas lloran y rezan
dando vueltas de rodillas,
las tenderas ponen mesas
con las roscas que vienen de la villa,
con los vasos para el resolí
y con las copas para la perrita;
otros con escapularios,
con medallas y con higas.
Unos gritan: ¡café caliente!
otros ¿quién compra sandías?
¡La suerte del pajarito!
Un Babel parece aquello
y no hay quien lo resista.
Y al acabar la misa
echan fuegos a distancia
que estallan allá en la cima,
y todos van a comer
con unos amigos o familia
debajo de los castaños,
al pie de la santa bendita.
Ya son las tres y comienza
a venir para el campo la gentecilla,
ya empieza el baile ¡ay Dios mío!
y qué rebose de alegría;
jotas, danzas, muiñeiras,
bailan allí las señoritas
de Santiago y del Cotón
y de los Ángeles bañistas.

### Cántico
Del mismo modo, existe un cántico popular destinado a honrar a la mártir:

Bebín as augas do Sar
que pon a vos delgadiña
para cantar como é debido
en Brión a Santa Minia.
Santa Minia de Brión,
deitada na súa cama,
se non fora Santa Minia
Brión non vos era nada.
Santa Minia de Brión,
Santa Minia Milagrosa,
no adro de Santa Minia
hei de plantar unha rosa.
Santa Minia de Brión,
sentada na súa silla,
mirando para Lamiño
que lle parece unha vila.
Santa Minia veu de Cádiz,
desembarcou en Padrón,
agora vámola ver
a San Félix de Brión.
Santa Minia de Brión,
ó redor de Santa Minia
paseo o meu corazón.
Bebí las aguas del Sar
que ponen la voz finita
para cantar como es debido
en Brión a Santa Minia.
Santa Minia de Brión,
acostada en su cama,
si no fuera Santa Minia
Brión no os era nada.
Santa Minia de Brión,
Santa Minia Milagrosa,
en el atrio de Santa Minia
he de plantar una rosa.
Santa Minia de Brión,
sentada en su silla,
mirando para Lamiño
que le parece una villa.
Santa Minia vino de Cádiz,
desembarcó en Padrón,
ahora la vamos a ver
a San Félix de Brión.
Santa Minia de Brión,
alrededor de Santa Minia
paseo mi corazón.

### Himno
A mayores, la santa cuenta con un himno:

Gala deste chan galego
¡Minia, Santiña avogosa!
Válenos, nena fermosa,
ti que vives xa no ceo.
En Roma fuches nacida
e, mártir ós quince anos,
foi asombro dos paganos
a ofrenda da túa vida.
Coa fe en Deus o ánimo aceso,
de Cristo cal fiel esposa,
Válenos, nena fermosa,
ti que vives xa no ceo.
Sulcando as ondas dos mares
de Italia a España pasaches
i-aquí axiña acadaches
devotos teus a millares.
Pois que te trouxo o anceio
de honrar esta Terra nosa,
Válenos, nena fermosa,
ti que vives xa no ceo.
Gala de este suelo gallego
¡Minia, Santita abogosa!
Válenos, niña hermosa,
tú que vives ya en el cielo.
En Roma fuiste nacida
y, mártir a los quince años,
fue asombro de los paganos
la ofrenda de tu vida.
Con la fe en Dios el ánimo encendido,
de Cristo cual fiel esposa,
Válenos, niña hermosa,
tú que vives ya en el cielo.
Surcando las olas de los mares
de Italia a España pasaste
y aquí enseguida lograste
devotos tuyos a millares.
Pues que te trajo el anhelo
de honrar esta Tierra nuestra,
Válenos, niña hermosa,
tú que vives ya en el cielo.

### Oración
En consonancia con lo anterior, la popularidad de las reliquias ha hecho que Santa Minia cuente a día de hoy con una oración:

Señor, nos acogemos confiadamente a tu providencia que nunca se equivoca, y te suplicamos que, por intercesión de Santa Minia, apartes de nosotros todo mal y nos concedas aquello que puede ayudarnos para la vida presente y futura. Amén.